# Ignacio Bertrand Bertrand
Ignacio Bertrand Bertrand (Gijón, 3 de junio de 1914-Ibidem., 11 de enero de 1992) fue un político asturiano. Fue alcalde de Gijón entre los años 1961 a 1970, el penúltimo alcalde bajo el régimen franquista. 

## Biografía
Era hijo de Carlos Bertrand García-Tuñón y Blanca Bertrand Fernández-Castrillón. Segundo de nueve hermanos, estudió en el Colegio de la Inmaculada y el bachiller en el Real Instituto Jovellanos. Cursó la carrera de Derecho en la Universidad Central de Madrid, excepto el tercer curso, que hizo en Oviedo. Obtuvo el premio extraordinario de licenciatura y amplió estudios como becario en la universidad italiana de Bolonia.
Tras el intento de golpe de Estado de 1936 que daría comienzo a la guerra civil española, se incorporó a las tropas nacionales en el Cuerpo de Ejército de Castilla, a las órdenes del general Varela. Tomó parte en las batallas de Teruel y Sarrión-Albentosa. Alcanzó la graduación de teniente honorario del Cuerpo Jurídico Militar y fue condecorado con la Cruz del Mérito Militar con distintivo rojo y la Medalla de Campaña.
Tras su licenciamiento, finalizada la guerra, ingresó en los colegios de abogados de Gijón y Oviedo, y fue secretario del primero durante catorce años. Hombre de negocios, intervino en el asesoramiento jurídico y en la dirección de empresas navieras y consignatarias como “Carlos Bertrand S.A.”, “Compañía Naviera Astur-Andaluza S.A.” y BRAPSA, ocupando cargos de consejero delegado y gerente. Desempeñó diversos cargos sindicales en los correspondientes a las actividades marítimas y fue vicepresidente de la Asociación de Navieros de Asturias y de la Oficina Central Marítima, en Madrid, y vicepresidente de la Asociación Española de Derecho Marítimo. Formó parte de las delegaciones españolas de Derecho Marítimo en varias conferencias internacionales.
Se casó en 1940 con su prima Margarita Esteban-Infantes Bertrand, hija del teniente general Emilio Esteban-Infantes y Martín y le sobrevivieron tres hijas: Margarita, Lucrecia y Blanca. En 1961, el año en que sería designado alcalde de Gijón, la familia Bertrand Esteban-Infantes sufriría la dolorosa pérdida de dos de sus hijos, ambos por enfermedad y en un muy corto período de tiempo: Antela Antonia, de cinco años, y Mario, de dieciocho años, el único hijo varón, que estudiaba Derecho en la Universidad de Salamanca.
Fue miembro del Consejo Local de FET de las JONS, delegado de Justicia y encargado de Asociaciones. Presidió el Ateneo Jovellanos y fue vicepresidente de la Asociación Gijonesa de Caridad y Cocina Económica y consiliario del Hospital de Caridad. 
Tras cesar en el cargo de alcalde de Gijón, sustituido por el médico Luis Cueto-Felgueroso, Bertrand fue nombrado gobernador civil de Soria en septiembre de 1970.
En 1979 publicó La dinastía astur-leonesa.
Ignacio Bertrand falleció en su residencia de Villa Santa Margarita, en el barrio de El Pisón, parroquia de Somió (Gijón), el día once de enero de 1992 a los setenta y siete años de edad.